# Ла Лече Лига
Ла Лече Лига — международная общественная частная светская организация для поддержки кормящих женщин, адвокации грудного вскармливания и предоставления информации о нём. Она была создана в штате Иллинойс, США, в 1956 году. Группы Ла Лече Лиги есть в 68 странах мира.

## Консультирование женщин
Организация предлагает помощь, если женщина сомневается достаточно ли у неё молока, хочет кормить близнецов, хочет начать кормить ребёнка после перерыва, если женщине надо наладить кормление грудью приёмного ребёнка, выяснить, как кормить грудью во время лечения, как кормить ребёнка с заячьей губой, как отлучить ребёнка, как справляться с грудным ребёнком и большим количеством других обязательств, которые ложатся на мать маленького ребёнка.

## Структура организации
Ла Лече Лига состоит из множества маленьких групп по всему миру. Эти группы проводят ежемесячные собрания, во время которых матери делятся идеями о том, как лучше обустроить кормление грудью. В некоторых группах происходят более частые встречи с целью общения. Когда женщины сталкиваются с более серьёзными проблемами, они могут связаться с лидером Ла Лече Лиги по телефону или интернету для того, чтобы получить быструю квалифицированную помощь. В каждой области, где существует Ла Лече Лига, регулярно проходят конференции, локальные могут проводиться ежегодно, более общие могут проходить раз в несколько лет.